# يان دان
يان دان (بالإنجليزية: Ian Dunn)‏ هو لاعب اتحاد الرغبي نيوزلندي، ولد في 11 يونيو 1960 في Te Kōpuru ‏ في نيوزيلندا.